# Attila, die Geißel Gottes
Attila, die Geißel Gottes (Original: Attila) ist eine italienisch-französische Koproduktion von 1954, die von Pietro Francisci inszeniert und von Dino De Laurentiis und Carlo Ponti produziert wurde.
Der Film basiert auf dem Leben des Hunnenkönigs Attila. Anthony Quinn spielt die Hauptrolle.

## Handlung
Der römische Kaiser Valentinian III. feiert berauschende Feste, während der Feldherr Aetius einen Friedenspakt mit dem Hunnenkönig Bleda aushandelt. Bledas Bruder Attila erkennt diesen Frieden mit den Römern nicht an und lässt Bleda ermorden, um selbst die Macht an sich zu reißen. Kaiser Valentinian III. ist nicht zufrieden mit dem Vertrag und klagt daher Aetius des Hochverrates an. Attila bereitet einen Krieg gegen die Römer vor. Auch die Römer beginnen mit den Kriegsvorbereitungen und Valentians Schwester Honoria wendet sich an Aetius, doch dieser verneint. Durch Geschick gelingt es Honoria, die neue Geliebte des Attila zu werden. Sie wird jedoch auf dem Schlachtfeld enttarnt und ermordet. Ebenfalls wird Attilas Sohn, noch ein Kind, auf dem Schlachtfeld aus Versehen getötet. Attila ist untröstlich und schwer getroffen. Kann Papst Leo der Große Attila, der sich von keiner anderen Macht bisher stoppen ließ, ins Gewissen reden und ihn zur Rückkehr bringen?

## Hintergrund
Die Premiere fand in Lux, in Italien im Dezember 1954 statt.
Die Musik wurde von Enzo Masetti geschrieben.
Der Film konkurrierte mit einem gleichzeitig gedrehten Hollywoodfilm von Douglas Sirk, in dem Attila von Jack Palance gespielt wurde.